# Podu Popa Nae
Podu Popa Nae – wieś w Rumunii, w okręgu Giurgiu, w gminie Găiseni. W 2011 roku liczyła 202 mieszkańców.